# Cape Elizabeth
Cape Elizabeth – miasto w Stanach Zjednoczonych, w stanie Maine, w hrabstwie Cumberland.